# Joan Padrosa Baus
Joan Padrosa Baus (Sant Feliu de Guíxols, 20 de juny de 1930 - Sant Sebastià, 19 de juny de 2008) va ser un pianista català i concertista de fama internacional.

## Biografia
El seu pare, Dalmaci, era fill de Can Padrosa, una coneguda adrogueria ubicada a la carretera de Girona, cantonada carrer Sant Magdalena. L'any 1933, i per motius familiars, es van traslladar a viure a Tarragona amb la seva àvia materna i un oncle que era militar de carrera. En esclatar la guerra el 1936, el seu oncle va ser mobilitzat cap al front i la família Padrosa es va traslladar a la població de la Canonja, on hi va viure fins a l'any 1941. És en aquesta població que inicia la seva instrucció musical de piano amb Paquita Vidal, germana del conegut baríton Pau Vidal. En Joan sempre va guardar un entranyable record de la seva primera professora de música.
La mare d'en Joan va morir durant la guerra i un cop acabat el conflicte bèl·lic, el seu oncle, que havia estat capità de l'exèrcit republicà, fou expulsat de la milícia i va romandre empresonat durant un any. Passat aquest temps, va anar a treballar al port de Tarragona en la comercialització del peix fresc i poc després es van iniciar les importacions del peix del nord cap a Catalunya fet que l'empresa on treballava, la Casa Vidal, va aprofitar per enviar l'oncle d'en Joan a Sant Sebastià en qualitat de representant de la firma.
L'any 1941, l'oncle, l'àvia i en Joan es traslladen a viure a la capital donostiarra. En Joan Padrosa reprèn els seus estudis de piano amb la professora Clotilde Garcia Pindo i al mateix temps ho compagina amb l'ensenyament elemental.

## Carrera musical
Set anys més tard, mentre en Joan es dedicava de ple a la seva llicenciatura musical amb caràcter lliure, el Conservatori de la ciutat va organitzar un concurs de piano pels alumnes oficials del centre. En Joan s'hi va presentar i va guanyar el primer premi de piano. L'elevat nivell musical que ja havia assolit aleshores només podia veure's superat en algun conservatori superior a l'estranger, tal com va manifestar el mateix Padrosa al seu tutor, el prestigiós director de l'Orquestra Nacional a Madrid, Ataulfo Argenta. El director li va recomanar continuar la seva formació a París amb el professor Yves Nat, que era considerat un dels grans intèrprets de la música romàntica. Amb grans dificultats de caràcter burocràtic, en Joan Padrosa, acompanyat de la seva àvia, van marxar a París on va fer totes les passes per poder-se presentar als exàmens del conservatori parisenc i aconseguir així una beca. A les proves, Padrosa va executar Tocatte op.9 de Robert Schumann, Balada núm. 1 en sol menor opus 23 de Frederic Chopin i com a obra lliure, La Mazzepa de Franz Liszt. Amb la seva interpretació, Joan Padrosa va aconseguir una de les sis beques per a estrangers, entre un total de quasi tres-cents aspirants. Va continuar la seva preparació musical amb els mestres Fabienne Jacquinot i Yves Nat. L'any 1951 es va presentar al Premi Oficial del Conservatori de París i amb les obres Sonata op. 109 de Beethoven i Variacions sobre un tema de Paganini de Brahms, Padrosa va guanyar el Primer Premi d'Honor per unanimitat. D'aquest esdeveniment se'n va fer ressò la premsa local de Sant Feliu a través del seu setmanari Ancora.
Temps més tard, va debutar al Palau de la Música de Barcelona en un concert organitzat pels també guixolencs Jaume Marill i Forns i Valentí Rourich Nadal. A aquest concert hi van assistir més de dos-cents guixolencs que es van desplaçar en autocar a Barcelona per escoltar al seu conciutadà. Aquest mateix concert va ésser repetit al Teatre Municipal de Girona un mes més tard. Al llarg de la seva carrera musical, Joan Padrosa va actuar com a solista acompanyat de diferents orquestres europees, com l'Orquestra Nacional de l'ORTF, l'Orquestra Nacional d'Espanya, Orquestra Filharmònica de la RAI de Milà, Orquestra Simfònica de Viena, Filharmònica de Bilbao, Orquestra Municipal de Barcelona, la Gran Orquestra de l'Òpera de Montecarlo i també va participar en diferents festivals internacionals a França, Alemanya, Suïssa, Itàlia, Grècia i Txecoslovàquia.
Un dels seus professors, Yves Nat, va dir de Joan Padrosa que "era la sensibilitat artística personificada" per la seva exquisidesa al teclat interpretant als grans compositors, Schumann, Bach, Beethoven, Chopin, Liszt, i un llarg etcètera. Joan Padrosa va ésser catedràtic del Conservatori de Música de Sant Sebastià des del 1963, ciutat on va morir l'any 2008, a l'edat de 78 anys.
Mai va deixar d'estar vinculat a la ciutat que el va veure néixer, participant activament al Festival de la Porta Ferrada i als concerts de S'Agaró.